# Kymintehdas
Kymintehdas est un quartier de Kuusankoski à Kouvola en Finlande .

## Description
Kymintehdas est la partie méridionale de l'ancienne ville de Kuusankoski. 
Le quartier Kymintehdas abrite l'usine de Kymi (fi) qui est devenue une zone industrielle et qui a donné son nom au quartier.
Le quartier Kymintehdas abrite aussi l'école de Kymintehdas, une garderie, la papeterie de Kuusankoski et la zone commerciale et industrielle de Kymintehdas–Katajaharju, où se trouve le centre commercial Veturi ouvert en 2012, ainsi que de nombreux autres magasins et entreprises.
Les quartiers voisins sont Kuusankoski, Keltti, Lehtomäki, Korjala, Kankaro, Koria, Jokela.

## Galerie

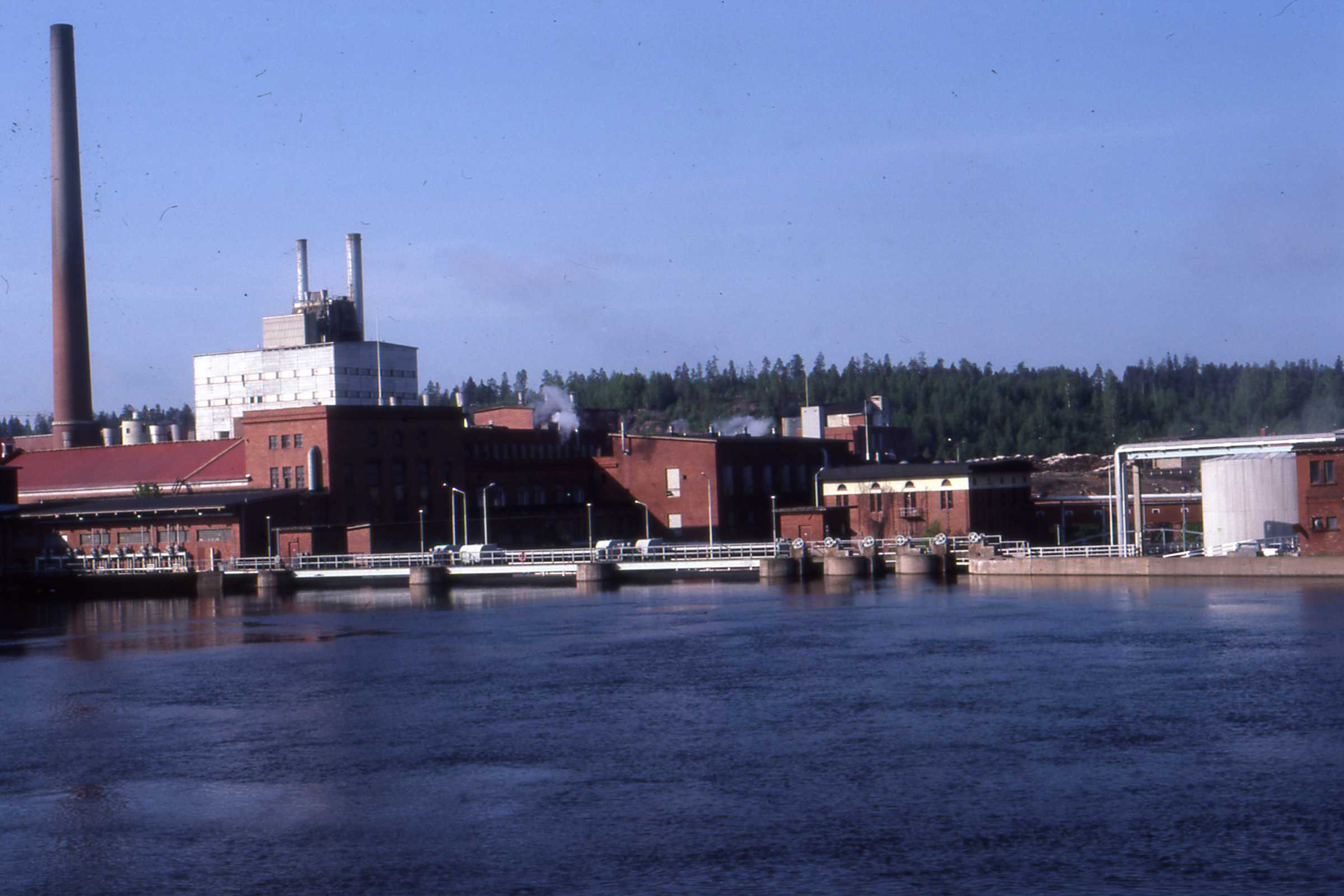
Papeterie de Kuusankoski.